# Reicheia camerounensis
Reicheia (Antireicheia) camerounensis – gatunek chrząszcza z rodziny biegaczowatych i podrodziny Scaritinae.
Gatunek ten został opisany w 2009 roku przez Wasilija Grebennikowa, Petra Bulirscha i Paolo Magriniego jako Antireicheia camerounensis. Według A. Aniszczenki Antireicheia stanowi podrodzaj rodzaju Reicheia.
Chrząszcz o ciele długości od 2,3 do 2,45 mm, ubarwiony rdzawoczerwonobrązowo z rdzawożółtymi czułkami i aparatem gębowym. Oczna część policzków niewystająca na boki. Boki przedplecza między tępymi przednimi kątami a przednimi punktami szczeciowymi umiarkowanie zaokrąglone. Pokrywy prawie owalne i umiarkowanie rozszerzone; ich nasada w widoku bocznym słabo opadająca. Podwinięte boczne krawędzie pokryw z 2-3 wyraźnie widocznymi ząbkami barkowymi. Edeagus o wierzchołku środkowego płata prawie symetrycznym widoku brzusznym.
Gatunek afrotropikalny, znany wyłącznie z Kamerunu.